# Трой (тауншип, округ Ренвилл, Миннесота)
Трой (англ. Troy) — тауншип в округе Ренвилл, Миннесота, США. На 2000 год его население составило 325 человек.

## География
По данным Бюро переписи населения США площадь тауншипа составляет 90,2 км², из которых 90,1 км² занимает суша, а 0,1 км² — вода (0,09 %).

## Демография
По данным переписи населения 2000 года здесь находились 325 человек, 112 домохозяйств и 91 семья.  Плотность населения —  3,6 чел./км².  На территории тауншипа расположено 116 построек со средней плотностью 1,3 построек на один квадратный километр. Расовый состав населения: 95,38 % белых, 0,31 % азиатов, 4,31 % — других рас США. Испанцы или латиноамериканцы любой расы составляли 5,54 % от популяции тауншипа.
Из 112 домохозяйств в 40,2 % воспитывались дети до 18 лет, в 73,2 % проживали супружеские пары, в 4,5 % проживали незамужние женщины и в 18,8 % домохозяйств проживали несемейные люди. 17,9 % домохозяйств состояли из одного человека, при том 10,7 % из — одиноких пожилых людей старше 65 лет. Средний размер домохозяйства — 2,90, а семьи — 3,30 человека.
32,0 % населения — младше 18 лет, 5,8 % — в возрасте от 18 до 24 лет, 25,5 % — от 25 до 44, 21,8 % — от 45 до 64, и 14,8 % — старше 65 лет. Средний возраст — 35 лет. На каждые 100 женщин приходилось 119,6 мужчин.  На каждые 100 женщин старше 18 приходилось 104,6 мужчин.
Средний годовой доход домохозяйства составлял 47 083 доллара, а средний годовой доход семьи —  58 750 долларов. Средний доход мужчин —  31 667  долларов, в то время как у женщин — 23 125. Доход на душу населения составил 23 803 доллара. За чертой бедности находились 8,1 % семей и 7,6 % всего населения тауншипа, из которых 9,7 % младше 18 и 9,5 % старше 65 лет.